# بچه‌مارها
«بچه‌مارها» (به انگلیسی: Baby Snakes) آلبوم موسیقی فیلمی به همین نام از هنرمند اهل ایالات متحده آمریکا فرانک زاپا است که در سال ۱۹۸۳ میلادی منتشر شد.